# Fissuroderes
Fissuroderes là một chi kinorhyncha trong họ Echinoderidae.

## Các loài
- Fissuroderes higginsi Neuhaus & Blasche, 2006[1]
- Fissuroderes novaezealandia Neuhaus & Blasche, 2006[1]
- Fissuroderes papai Neuhaus & Blasche, 2006[1]
- Fissuroderes rangi Neuhaus & Blasche, 2006[1]
- Fissuroderes thermoi Neuhaus & Blasche, 2006[1]